# Abdullah Sulaiman Zubromawi
Abdullah Sulaiman Zubromawi (tiếng Ả Rập: عبد الله سليمان زبرماوي) (sinh ngày 15 tháng 11 năm 1973) là một hậu vệ bóng đá đã giải nghệ người Ả Rập Xê Út. Từ năm 1993 đến năm 2002, ông đã chơi 141 trận đấu quốc tế và ghi 4 bàn cho đội tuyển quốc gia. Ông đã chơi tại Giải vô địch bóng đá thế giới năm 1994, 1998 và 2002. Ở cấp câu lạc bộ, ông chơi chủ yếu cho Al-Ahli và Al-Hilal tại quê nhà.
Zubromawi cũng đại diện cho Ả Rập Xê Út tại Thế vận hội Mùa hè 1996.

## Bàn thắng quốc tế
| STT | Ngày                | Địa điểm                                | Đối thủ  | Bàn thắng | Kết quả | Giải đấu                     |
| --- | ------------------- | --------------------------------------- | -------- | --------- | ------- | ---------------------------- |
| 1.  | 7 tháng 10 năm 1994 | Sân vận động Bingo, Hiroshima, Nhật Bản | Malaysia | 2–1       | 2–1     | Đại hội Thể thao châu Á 1994 |